# Myinodes shohami
Myinodes shohami là một loài bướm đêm trong họ Geometridae.